# Emile Duson
Emile Paul Joseph Duson, född 1 december 1904 i Semarang, död 15 mars 1942 i Tiga Runga, var en nederländsk landhockeyspelare.
Duson blev olympisk silvermedaljör i landhockey vid sommarspelen 1928 i Amsterdam.